# Hug I de Carcí
Hug I de Carcí (910 –961) fou comte de l'alt Carcí, també conegut com a vescomte de Comborn. Era fill d'Ermengol, comte de Roergue i d'Adelaida. Es casà l'any 930 amb Gudinilda de Barcelona, filla de Sunyer I, comte de Barcelona i Aimilda, i van tenir un fill: Hug de Roergue (930- 1010), baró de Gramat.